# Ceratopholcus maculipes
Ceratopholcus maculipes is een spinnensoort uit de familie trilspinnen (Pholcidae). De soort komt voor in Centraal-Azië en is de typesoort van het geslacht Ceratopholcus.